# Paó del Congo
El paó del Congo (Afropavo congensis) és una espècie d'ocell de la família dels fasiànids (Phasianidae) que habita la selva humida del centre de la República Democràtica del Congo. És l'única espècie del gènere Afropavo (Chapin, 1936). S'alimenta de vegetals, fruits, llavors i diferents tipus d'invertebrats. L'espècie presenta un clar dimorfisme sexual. El mascle presenta un vistós plomall de color blanc.
El paó del Congo és endèmic de l'ecoregió dels Forests baixes del nord-est del Congo.